# Duitstalige Gemeenschapsverkiezingen 2004/Kandidatenlijst/Ecolo
Dit is de kandidatenlijst van Ecolo voor de Duitstalige Gemeenschapsraadverkiezingen van 2004. De verkozenen staan vetgedrukt.

## Effectieven
1. Hans Niessen
2. Gaby Frauenkron-Schröder
3. Erwin Radermacher
4. Franziska Franzen
5. Paul Bongartz
6. Nadine Lersch
7. Karl-Heinz Braun
8. Francine Cremer
9. Julian Hamacher
10. Claudia Niessen
11. Ben Dethier
12. Rebecca Peters
13. Guido Kalf
14. Rosi Kreusch-Ohn
15. Hubert Paquet
16. Simonne Schoofs
17. Armen Arakelian
18. Margit Meyer
19. Joseph Dejonghe
20. Leonie Kirschfink-Heinen
21. Marcel Willems
22. Christa Benker-Schaus
23. Freddy Mockel
24. Monika Dethier-Neumann
25. Lambert Jaegers